# Happiness (grupo japonês)
Happiness é um grupo pop Japonês , formado pela LDH em 2008 e assinado pela Rhythm Zone. Elas são um grupo de dançarinas e vocalistas pertencentes ao projeto E.G. family, ao lado de outros grupos como o E-girls, Dream Ami, Dream Shizuka e SudannaYuzuYully. O grupo é composto atualmente por duas vocalistas e cinco dançarinas.

## Membros
| Nome                    | Data de nascimento                | Local de nascimento | Notas                 |
| ----------------------- | --------------------------------- | ------------------- | --------------------- |
| SAYAKA                  | 20 de setembro de 1995 (29 anos)  | Miyazaki            | Performer             |
| Kaede (楓)              | 11 de janeiro de 1996 (29 anos)   | Kanagawa            | Performer             |
| Karen Fujii (藤井夏恋)  | 16 de julho de 1996 (28 anos)     | Osaka               | Vocalista e Performer |
| MIYUU                   | 16 de agosto de 1996 (28 anos)    | Kanagawa            | Líder e Performer     |
| YURINO                  | 06 de fevereiro de 1996 (29 anos) | Miyazaki            | Performer             |
| Anna Suda (須田アンナ)  | 12 de outubro de 1997 (27 anos)   | Tóquio              | Performer             |
| Ruri Kawamoto (川本璃)  | 12 de abril de 1996 (28 anos)     | Osaka               | Vocalista e Performer |
| Ex-Membros              |                                   |                     |                       |
| MIMU                    | 30 de dezembro de 1995 (29 anos)  | Hyogo               | Performer             |
| Mayu Sugieda (杉枝真結) | 02 de janeiro de 1996 (29 anos)   | Osaka               | Vocalista e Performer |

## História

### Pré-debut e debut indie
Happiness apareceu pela primeira vez durante a tour de 2008 do EXILE como dançarinas, naquele momento, o grupo era composto por Miyuu, Mimu, Karen, Sayaka, e Kaede. Em seguida, Yurino foi adicionada ao grupo depois de uma audição da LDH em 2009, antes do grupo definir o seu debut. Elas lançaram seu primeiro debut com um DVD Single chamado "Happy Talk", em 21 de outubro de 2009. A música Happy Talk foi usada como música-tema para a marca Japonesa Mister Donuts.

### 2009-2014: Grande gravadora, e a formação das E-girls
Mayu Sugieda foi adicionada para o grupo e anunciou no dia 25 de dezembro de 2009.
E, em abril do ano seguinte, o EXILE HIRO inicia um projeto chamado "Love, Dream, Happiness", onde as unidades de mesmo nome se reuniram para realizar shows.
Em 9 de fevereiro de 2011, o Happiness lança seu primeiro CD single, chamado "Kiss Me". No mesmo mês, Suda Anna e Kawamoto Ruri participam do "EXILE Presents VOCAL BATTLE AUDITION 3 ~For Girls~", tentando entrar para a unidade Flower, mas sem sucesso. Nesse mesmo evento, o HIRO anunciou um novo projeto denominado "Girls Entertainment Project", que originou o E-Girls, um supergrupo composto pelas unidades Dream, Happiness e FLOWER, considerando que o Love saiu do projeto por razões não divulgadas.
Suda Anna estreia no E-girls em 18 de abril, com o single "One Two Three".
Ainda em 2011, a unidade lançou mais dois singles: "Friends" (27 de abril) e "Wish" (17 de agosto).
No dia 27 de janeiro de 2012, Mimu anuncia que irá suspender temporariamente suas atividades, visando priorizar os estudos.Além disso, em agosto do mesmo ano, a Mayu, também entrou em um hiato para se submeter a tratamento médico depois de ser diagnosticada com mononucleose infecciosa. Por conta disso, a turnê “Happiness LIVE TOUR 2012 ‘Happy Time’“ foi cancelada. E, em outubro, Mimu anuncia oficialmente seu desligamento com o Happiness e E-girls.
Já Kawamoto Ruri, entra para a unidade trainee bunny em janeiro de 2013, estreando no E-girls em 20 de fevereiro, no single "THE NEVER ENDING STORY".
No dia 27 de maio, Ruri e Anna entram oficialmente para a unidade Happiness, a primeira como vocalista e a segunda como dançarina.
Em junho de 2013, Mayu retorna de seu hiato. E, no mesmo mês, elas participam do evento “Musha Shugyo Happines vs Flower” (武者修行 Ｈａｐｐｉｎｅｓｓ ｖｓ Ｆｌｏｗｅｒ), onde as unidades irmãs se enfrentam em uma disputa de venda de singles. O Happiness participa com o single "Sunshine Dream ~Ichido Kiri no Natsu~", enquanto o Flower concorreu com o “Taiyou to Himawari” (太陽と向日葵), ambos lançados no dia 7 de agosto. Duas semanas após o lançamento dos singles, foi anunciado no programa "Shuukan EXILE" que o grupo vencedor foi o Flower.
No dia 23 de outubro, o Happiness, como parte do EXILE TRIBE, ao lado de suas colegas do E-girls, participou do clipe do EXILE, chamado "EXILE PRIDE~Konna Sekai wo Aisuru Tame~".
Miyuu foi anunciada como a nova líder do grupo, substituindo Mimu em 30 de janeiro de 2014. Mayu Sugieda, deixou o Happiness e o E-girls , em 7 de abril de 2014. O Happiness continuou a promover com o E-girls, lançando seu sexto single, "Juicy Love", em 28 de Maio de 2014 e o sétimo single, "Seek A Light", no dia 19 de novembro, 2014, entre os singles das E-girls.

### 2015: "Holiday"
O Happiness anunciou o lançamento de seu oitavo single, "Holiday", em 28 de agosto de 2015, previsto para ser lançado em 14 de outubro.
Em 3 de Fevereiro de 2016, o Happiness irá lançar seu novo single, "Sexy Young Beautiful". O lançamento foi exclusivo mostrando as habilidades de canto, rap e capacidade de dança. As capas do single foram projetados pelo NIGO, do UA Bathing Ape fame.

## Discografia

### Álbuns
| Título                                      | Posição nos charts (estréia) | Vendas na estréia | Vendas Totais | Detalhes do álbum                                                                      |
| Título                                      | JPN Oricon                   | JPN Oricon        | Oricon        | Detalhes do álbum                                                                      |
| ------------------------------------------- | ---------------------------- | ----------------- | ------------- | -------------------------------------------------------------------------------------- |
| Happy Time                                  | 10                           | -                 | -             | Lançamento: 20 de junho, 2012 Formato: LP, digital download Gravadora: Universal Sigma |
| GIRLZ N' EFFECT                             | 2                            | 18,936            | +32,791       | Lançamento: 12 de outubro, 2016 Formato: LP , digital download Gravadora: Rhythm Zone  |
| "-" sem informação ou ainda não foi lançado |                              |                   |               |                                                                                        |

### Singles
| Ano                                                        | Título                                 | Posições nos Charts | Posições nos Charts | Vendas (Oricon) | Álbum           |       |
| Ano                                                        | Título                                 | JPN Oricon          | JPN Billboard       | Vendas (Oricon) | Álbum           | Total |
| ---------------------------------------------------------- | -------------------------------------- | ------------------- | ------------------- | --------------- | --------------- | ----- |
| 2011                                                       | "Kiss Me"                              | 22                  | 88                  | 5,952           | Happy Talk      |       |
| 2011                                                       | "Friends"                              | 20                  | —                   | 4,607           | Happy Talk      |       |
| 2011                                                       | "Wish"                                 | 12                  | 27                  | 12,821          | Happy Talk      |       |
| 2012                                                       | "We Can Fly"                           | 19                  | 19                  | —               | Happy Talk      |       |
| 2013                                                       | "Sunshine Dream: Ichido Kiri no Natsu" | 7                   | 11                  | 36,740          | GIRLZ N' EFFECT |       |
| 2014                                                       | "Juicy Love"                           | 7                   | 9                   | 30,011          | GIRLZ N' EFFECT |       |
| 2014                                                       | "Seek a Light"                         | 7                   | 24                  | 27,230          | GIRLZ N' EFFECT |       |
| 2015                                                       | "Holiday"                              | 2                   | 3                   | 55,066          | GIRLZ N' EFFECT |       |
| 2016                                                       | "Sexy Young Beautiful"                 | 5                   | 4                   | 15,827          | GIRLZ N' EFFECT |       |
| 2017                                                       | "REWIND"                               | 4                   |                     |                 | TBA             |       |
| 2017                                                       | "GOLD"                                 | 1                   |                     |                 | TBA             |       |
| "—" significa que não foram mostrados os números de vendas |                                        |                     |                     |                 |                 |       |

### DVD Singles
| Título     | Posição | Album details                                    |
| Título     | JPN     | Album details                                    |
| ---------- | ------- | ------------------------------------------------ |
| Happy Talk | 138     | - Lançamento: 21 de outubro, 2009 - Formato: DVD |